# Almafuerte (álbum)
Almafuerte es el tercer álbum de estudio de la banda argentina de heavy metal Almafuerte, publicado en 1998 por Interdisc. 
Es el primer álbum en contar con el baterista Walter Martínez.

## Detalles
El disco contó con la producción del guitarrista y cantante de Divididos Ricardo Mollo y significó el paso del grupo a un sello internacional, ya que Interdisc, nuevo sello de la banda, había sido adquirido por PolyGram (hoy en día Universal Music Group).
El álbum contiene éxitos de la banda como «Triunfo» (Dedicada a la separación de Malón), «Del más allá», y sobre todo, «Sé vos», la cual probablemente sea la canción más popular de la banda. 
También posee versiones de «Memoria de siglos», «Desde el oeste» y «Tú eres su seguridad», todas de Hermética banda en la que Ricardo Iorio también era el autor y compositor.

## Lista de canciones
Todas las letras escritas por Ricardo Iorio.
| N.º | Título                                      | Música            | Duración |  |
| 1.  | «Mano brava»                                | Claudio Marciello | 3:11     |  |
| 2.  | «Almafuerte»                                | Claudio Marciello | 3:40     |  |
| 3.  | «Triunfo»                                   | Claudio Marciello | 3:18     |  |
| 4.  | «Sé vos»                                    | Claudio Marciello | 4:05     |  |
| 5.  | «Niño jefe»                                 | Claudio Marciello | 3:15     |  |
| 6.  | «Memoria de siglos» (Cover de Hermética)    | Ricardo Iorio     | 5:00     |  |
| 7.  | «Ser humano junto a los míos»               | Claudio Marciello | 3:20     |  |
| 8.  | «Desde el oeste» (Cover de Hermética)       | Ricardo Iorio     | 3:21     |  |
| 9.  | «Del más allá»                              | Claudio Marciello | 3:57     |  |
| 10. | «Tú eres su seguridad» (Cover de Hermética) | Ricardo Iorio     | 4:27     |  |
| 11. | «Ceibo» (Instrumental)                      | Claudio Marciello | 2:32     |  |

## Créditos
- Ricardo Iorio - voz y bajo
- Claudio Marciello - guitarra
- Walter Martínez - batería
- Omar Mollo - Bombo legüero en «Desde el Oeste»